# Cannone ottomano
Il cannone ottomano era un cannone di grosso calibro progettato da Urban, ingegnere ungherese, Saruca Usta e l'architetto Muslihiddin Usta. È uno dei più grandi cannoni mai costruiti.
Il progetto del cannone fu inizialmente offerto a Costantino XI, che rifiutò la proposta per l'eccessivo costo della costruzione. Fu offerto successivamente al sultano ottomano Maometto II, che ne ordinò la costruzione, volendolo sfruttare per l'Assedio di Costantinopoli.
Il cannone fu costruito in meno di tre mesi ad Adrianopoli e trasportato a Costantinopoli da almeno 60 buoi e 400 uomini.
Durante l'assedio richiese una manutenzione continua: a causa dell'intenso calore generato dopo ogni colpo, doveva essere unto di olio caldo per evitare che l'aria fredda allargasse le crepe e così aumentasse il rischio di esplosione (causa di morte di alcuni suoi manutentori, oltre che dello stesso Urban), nonostante ciò il suo impiego si rivelò decisivo nell'abbattere le Mura di Costantinopoli.